# Zeit für Legenden
Zeit für Legenden (Originaltitel Race) ist eine Filmbiografie von Stephen Hopkins über den US-amerikanischen Leichtathleten Jesse Owens und dessen Teilnahme an den Olympischen Spielen 1936 in Berlin. Der Film feierte am 19. Februar 2016 in den USA seine Premiere und kam am 28. Juli 2016 in die deutschen Kinos.

## Handlung
Im Jahr 1933 verlässt der Afroamerikaner Jesse Owens seine Heimatstadt Cleveland, wobei er seine Freundin Ruth und die gemeinsame Tochter zurücklassen muss, und beginnt ein Studium an der Ohio State University. Schnell entdeckt der dortige Trainer Larry Snyder in Owens’ enormer Schnelligkeit dessen besonderes sportliches Talent. Owens avanciert schon bald zum Leichtathletik-Superstar und bricht alle Rekorde. Allerdings macht ihm auch der Trubel um seine Person immer wieder zu schaffen.
Im Jahr 1936 stehen dann auch die Olympischen Spiele in Deutschland an, aber Owens ist unentschlossen, ob er wirklich daran teilnehmen will. Unter der Anleitung seines Coachs Larry Snyder trainiert er und wird auch wirklich zugelassen. Während sich Owens mittlerweile darauf freut, wird ein Boykott der Spiele im Nazi-Deutschland diskutiert. Allerdings setzt sich der Leiter des Olympischen Komitees, Avery Brundage, gegen den Boykott ein, um den Deutschen zu zeigen, dass auch Sportler anderer Nationen und Hautfarben große Leistungen hervorbringen können, und will damit der Diktatur einen Spiegel vorhalten, allen voran dem Organisator der Spiele, Joseph Goebbels. Brundage reist nach Berlin, um vor Ort die politische Lage zu sondieren und Gespräche mit den zuständigen Organisatoren und Beamten zu besprechen. Brundage legt auf Grundlage seiner gemachten Beobachtungen seinem Komitee einen Bericht vor, in dem er eine Teilnahme der Vereinigten Staaten an den Spielen ausdrücklich empfiehlt. Das Land sagt daraufhin seine Teilnahme zu.
Als die Spiele beginnen und Owens auch noch im Berliner Olympiastadion vor den Augen von 100.000 Zuschauern eine Goldmedaille im 100-Meter-Lauf gewinnt, wird er zu einer politischen Symbolfigur, weil er beweist, dass die Rassenlehre der Nazis falsch ist. Eingefangen wird dieser Moment von der Regisseurin Leni Riefenstahl, die die sportlichen Ereignisse in Berlin mit ihrer Kamera dokumentiert und aus den Aufnahmen ihren Propagandafilm Olympia schafft.

## Historischer Hintergrund
Die Geschichte des Films beruht auf wahren Begebenheiten. Jesse Owens, der in armen Verhältnissen aufwuchs und als Kind noch Baumwolle gepflückt hatte, fiel an der Ohio State University durch seine große Laufbegabung auf. Owens entwickelte sich bald in mehreren sportlichen Disziplinen zu einem der herausragendsten Athleten in den Vereinigten Staaten und sollte auch an den Olympischen Spielen von 1936 in Berlin teilnehmen, doch waren diese aufgrund der damaligen politischen Situation in Nazi-Deutschland umstritten. Noch im November 1935 sagte Owens in einem Radio-Interview: Wenn es in Deutschland eine Diskriminierung von Minderheiten gibt, sollten wir unsere Teilnahme an den Olympischen Spielen zurückziehen.
Der Präsident des Amerikanischen Olympischen Komitees, Avery Brundage, kämpfte im Vorfeld der Spiele für die Teilnahme der USA, um den Deutschen zu zeigen, dass auch Sportler anderer Nationen und Hautfarben, allen voran Afroamerikaner, große Leistungen hervorbringen können. Die nationalsozialistische Führung ihrerseits war guter Dinge, hatte doch Max Schmeling noch kurz vor der Eröffnung der Spiele, am 19. Juni 1936 in New York, den Braunen Bomber Joe Louis besiegt. Sie wollte während der Spiele der Welt nun die „rassische Überlegenheit des nordischen Menschen“ demonstrieren, und das Reichsministerium für Propaganda forderte die Bevölkerung dazu auf, sich gegenüber den Gästen zuvorkommend zu verhalten. Das Reichsministerium gab für die Dauer der Spiele die Parole aus: „Der Rassenstandpunkt soll in keiner Weise bei der Besprechung sportlicher Resultate Anwendung finden, vor allem sollen die Neger nicht in ihrer Empfindlichkeit getroffen werden.“

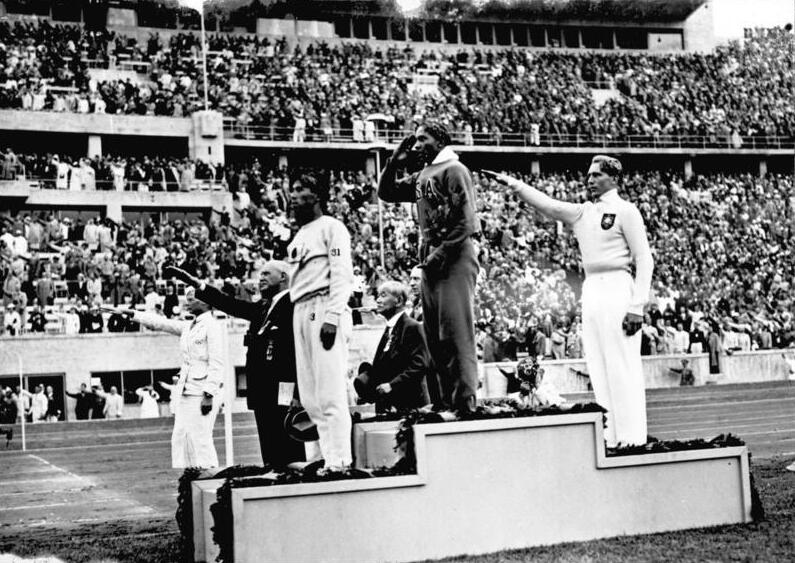
Luz Long steht bei der Siegerehrung im Weitsprung hinter Jesse Owens

Als Owens im Juli 1936 am Austragungsort der Spiele eintraf, wartete in Berlin eine große Fan-Gemeinde auf ihn. Owens wurde während der gesamten Dauer der Spiele auf Schritt und Tritt von Reportern, Amateurfotografen und Autogrammjägern umlagert, und auch im Stadion wurde er von den Zuschauern geliebt und angefeuert. Im Verlauf der Spiele verhalf er seiner Mannschaft in der 4-mal-100-Meter-Staffel zum Sieg, gewann im 100- und im 200-Meter-Lauf und ging als Sieger aus dem Weitsprung-Duell mit dem Deutschen Carl Ludwig „Luz“ Long hervor, wobei er in dieser Disziplin einen neuen olympischen Rekord aufstellte und mit insgesamt vier Goldmedaillen der erfolgreichste Sportler der Spiele wurde. Die nationalsozialistische Propaganda rechtfertigte das Unterliegen deutscher Sportler in einigen Disziplinen, besonders jedoch in den Wettkämpfen gegen Owens, damit, dass die Schwarzen zwar möglicherweise sportlich besonders leistungsfähig seien, dies aber dadurch begründet sei, dass sie den Tieren näher stünden als die Weißen.
Owens sagte später, er habe sich nach seiner Rückkehr in die Vereinigten Staaten, die sich zur damaligen Zeit nicht nur inmitten einer schweren Wirtschaftskrise befanden, sondern auch von der Rassentrennung geprägt waren, in seinem Heimatland mehr diskriminiert gefühlt als in Deutschland und sei hier auch weitaus größeren rassistischen Anfeindungen ausgesetzt gewesen. Owens pflegte nach den Spielen eine enge Freundschaft mit seinem Wettkampf-Gegner Luz Long. Nach dem Krieg besuchte Owens Berlin noch drei weitere Male und erzählte, er habe im Sommer 1936 die glücklichsten Tage seines Lebens erlebt.

## Produktion

### Besetzung

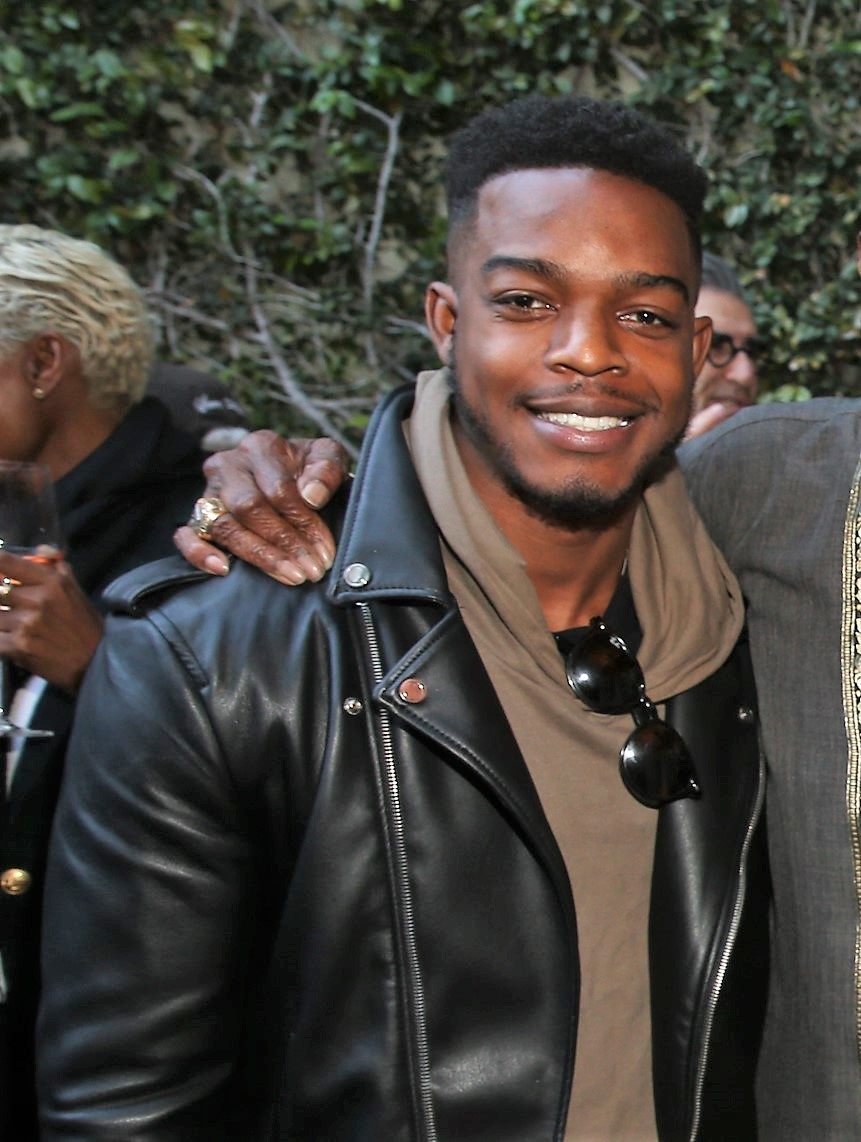
Stephan James übernahm im Film die Rolle von Jesse Owens

Nachdem anfänglich John Boyega im Gespräch für die Hauptrolle war, erhielt der afroamerikanische kanadische Schauspieler Stephan James die Rolle von Jesse Owens, während er sich noch in den Dreharbeiten zum Film Selma befand. James, der anfänglich nur den Namen von Owens kannte, nicht jedoch die Umstände, unter denen dieser 1936 vier Goldmedaillen gewonnen hatte, schaute sich nach eigenen Aussagen in Vorbereitung auf seine Rolle den Film Olympia von Leni Riefenstahl an, trainierte direkt, nachdem er die Rolle erhalten hatte, an der Georgia Tech mit Lauftrainern Owens’ ganz besonderen und mittlerweile veralteten Laufstil der damaligen Zeit, bei dem man aus der Hocke startete, und übte Owens’ Gesichtsausdruck und Redeweise ein. Zudem traf sich James auch mit den beiden Töchtern von Owens, um etwas über dessen Persönlichkeit abseits der Aschenbahn in Erfahrung zu bringen. James sagte in einem Interview mit der Huffington Post: „Danach fühlte ich mich wirklich, als hätte ich mehr in den Film einzubringen als nur den Kerl, der schnell laufen kann.“ James sagte später auch, er habe sich sehr geehrt gefühlt, die Rolle von Owens übernehmen zu dürfen.
Die Rolle von Owens’ Trainer Larry Snyder wurde mit dem US-amerikanischen Schauspieler Jason Sudeikis besetzt. Eli Goree übernahm die Rolle von Dave Albritton, einem Hochspringer, der in derselben Studentenvereinigung wie Owens war, ebenfalls aus Alabama stammte und wie dieser an den Olympischen Spielen 1936 teilnahm. Die Rolle von Lawson Robertson, dem Cheftrainer der US-Leichtathletikauswahl bei den Spielen, übernahm Tony Curran, die von Dean Cromwell, dem Cheftrainer der gesamten US-amerikanischen Mannschaft, Jonathan Higgins. Der deutsche Schauspieler David Kross spielte die Rolle von Luz Long, Owens’ anfänglichem Gegner und späterem Freund. Der britische Oscar- und Golden-Globe-Preisträger Jeremy Irons schlüpfte in die Rolle des Sportfunktionärs Avery Brundage, der aus Berlin stammende Schauspieler Barnaby Metschurat in die seines sportpolitischen Gegners Joseph Goebbels und Carice van Houten in die Rolle von dessen Hausfotografin Leni Riefenstahl. Die Schauspielerin Shanice Banton gibt im Film ihr Spielfilmdebüt und verkörpert Ruth Solomon, Owens’ frischgebackene Ehefrau, Yvanna-Rose Leblanc deren gemeinsame Tochter Gloria. William Hurt ist in der Rolle des Sportfunktionärs Jeremiah Mahoney zu sehen, der im Vorfeld einen Boykott der Olympischen Spiele in Deutschland forderte.

### Dreharbeiten

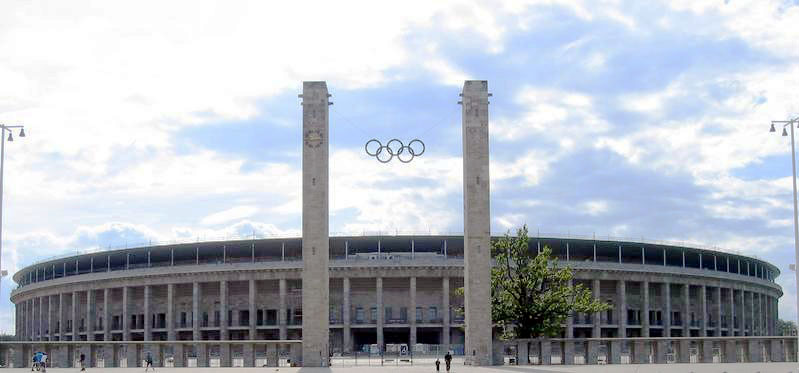
Das Berliner Olympiastadion heute

Die Dreharbeiten wurden am 24. Juli 2014 im kanadischen Montreal begonnen und damit zwei Wochen, nachdem die Aufnahmen für den Film Selma abgeschlossen waren, in dem James ebenfalls mitspielte.
Große Teile des Films wurden später im Olympiastadion in Berlin-Charlottenburg gedreht, in dem die Olympischen Spiele 1936 stattgefunden hatten. Allerdings war der Sitzbereich, in dem die Nazi-Führung 1936 Platz genommen hatte, zwischenzeitlich entfernt worden, und das Stadion hatte ein neues Dach erhalten. Owens war beim Training und bei den Wettbewerben noch nicht auf Tennenbelag, sondern auf sandigen Bahnen gelaufen und auch ohne die erst später eingeführten Startblöcke. Diese Details wurden auch während der Dreharbeiten berücksichtigt und die meisten nicht der damaligen Zeit entsprechenden Elemente im Nachhinein aus dem entstandenen Filmmaterial entfernt. Für den Regisseur Stephen Hopkins war Berlin dennoch ein zwingender Drehort, weil er dem Film eine unverzichtbare Authentizität verlieh, die niemals erzielt hätte werden können, wenn die Filmkulissen des historischen Schauplatzes nachgestellt worden wären.
Weil es nur wenige historische Fotos oder Filmaufnahmen gibt, die Owens bei den Spielen zeigen oder wie er sprach oder sich bewegte, wurden die Dreharbeiten von einer seiner Töchter und seinen Enkelinnen begleitet. Der kanadische Sprinter Hank Palmer, der Teilnehmer der Olympischen Spiele 2008 in Peking war, fungierte in Laufszenen als Double für den Owens-Darsteller Stephan James.

### Filmmusik
Die Filmmusik wurde von Rachel Portman komponiert. Am 19. Februar 2016 veröffentlichte Back Lot Music den Soundtrack zum Film. Dieser umfasst 23 Lieder und hat eine Länge von 94 min. Lediglich das letzte Lied des Soundtracks Let The Games Begin (engl. für Lasst die Spiele beginnen) wurde nicht von Rachel Portman geschrieben, sondern stammt von dem Grammy-nominierten Sänger und Songwriter Aloe Blacc.
Im Dezember 2016 wurde der Soundtrack von Portman als Anwärter bei der Oscarverleihung 2017 in der Kategorie Beste Filmmusik in die Kandidatenliste (Longlist) aufgenommen, aus denen die Mitglieder der Akademie die offiziellen Nominierungen bestimmten. Das auf dem Soundtrack enthaltene Lied Let The Games Begin wurde in die Longlist für den Besten Filmsong aufgenommen. Letztendlich wurden weder der Soundtrack noch der Song für einen Oscar nominiert.
Titelliste des Soundtracks
1. Race Opening Titles
2. Three World Records
3. The Men’s Broad Jump Final
4. On the Bus to USC
5. Us Olympic Vote
6. Training
7. A Business Proposal
8. Avery Visits Berlin
9. Hope You Don’t Go
10. The 200M Final
11. I Came Here to Run
12. Fresh Blood
13. Arrival at the Games
14. Meeting with Goebbels
15. Meters Are Longer Than Yards
16. The Olympic Stadium
17. It’s Not Your Race
18. The Final Event
19. Those Are the Rules
20. Waiting for Ruth
21. Please Take Your Last Jump
22. You Made History
23. Let The Games Begin – Aloe Blacc

Zu den nicht auf dem Soundtrack enthaltenen Liedern, die aber im Film gespielt werden, gehören auch zwei Stücke des deutschen Komponisten Richard Wagner:
1. Won’t You Come Home Bill Bailey – Hughie Cannon Wycliffe Gordon
2. Swing Baby Drums – Philippe Saisse
3. Andante Appassionato – Panocha Quartet
4. Bitter Sweet New Orleans – Jonathan Neal
5. Gotta Get Loose – Amy Keys
6. Sweet Sugar  – Amy Keys
7. The Two Step – Gary Lawrence
8. A Kiss In the Dark – Alexis Cole
9. There’s a Broken Heart for Every Light on Broadway – Alexis Cole
10. Jungle Jazz Room – Steve Gray
11. Ouvertüre aus Der fliegende Holländer – Richard Wagner
12. Star Sprangled Banner – Philippe Saisse
13. Beginn des 3. Aktes aus Lohengrin – Richard Wagner
14. Germany – Jan Hansen, Ossi Bashiri und Tommy Stig Hansso
15. Bimini Bay – Alexis Cole
16. I Lost My Soul – Carl King
17. Let The Games Begin – Aloe Blacc

### Veröffentlichung
Im Oktober 2015 erschien ein erster Trailer zum Film. Unter dem Titel Race feierte er am 19. Februar 2016 in den USA seine Premiere. Nachdem anfänglich ein Kinostart in Deutschland für den 5. Mai 2016 geplant war, wurde der Termin später auf den 28. Juli 2016 verschoben. In Deutschland wird der Film unter dem Titel Zeit für Legenden gezeigt.

## Rezeption

### Altersfreigabe
In Deutschland, wo der Film FSK 0 ist, heißt es in der Freigabebescheinigung: „Der Film ist weitgehend ruhig erzählt und stellt die Themen Sport, Freundschaft und Zusammenhalt in den Mittelpunkt. Zugleich bezieht er immer wieder deutlich Stellung gegen jegliche Formen von Rassismus. Dabei kommt es vereinzelt zu bedrohlichen Situationen, die aber nicht übermäßig dramatisch inszeniert sind und stets in positiver Weise aufgelöst werden. In dem Athleten finden auch die jüngsten Zuschauer eine starke Vorbildfigur, die allen Anfeindungen in positiver Weise trotzt.“

### Kritiken
Der Film konnte 63 Prozent der Kritiker von 161 Kritiken bei Rotten Tomatoes überzeugen. Norell Sherman zeigt sich insbesondere von der schauspielerischen Leistung von Stephan James überzeugt, der die Frustration, die Entschlossenheit, die Wut und die Leidenschaft Owens’ realistisch darstelle, die dieser während und nach dem Boykott-Versuch der NAACP empfunden haben muss. Er bringe zudem gut die Anspannung zum Ausdruck, unter der Owens als schwarzer Teilnehmer in einem Land gestanden haben muss, das unter der Herrschaft von Adolf Hitler stand. Der Film fange außerdem brillant die enge Beziehung zwischen Owens und seinem Trainer Larry Snyder ein. Sherman kritisiert jedoch auch, dass man im Film nur sehr wenig über Owens’ Familie erfahre, andererseits zu viel Zeit damit verbracht werde, die Politik zu beleuchteten und lange Treffen zwischen dem Leiter des Olympischen Komitees und deutschen Beamten zu zeigen. Sherman hatte nach der Premiere des Films auch mit Owens’ Verwandten über den Film gesprochen. Marlene Dortch, die Tochter von Gloria Owens und damit Enkelin von Jesse Owens, die auch die Dreharbeiten im Berliner Olympiastadion besuchte hatte, zeigte sich hierbei ebenfalls von James’ schauspielerischen Leistungen beeindruckt, vor allem, weil dieser die Güte, die ihr Großvater besessen habe, gut eingefangen hätte.
Susanne Burg von Deutschlandradio Kultur meint, Zeit für Legenden folge dem üblichen Erzählmuster von schwarzen Sportlerbiografien, und Jesse Owen sei nicht als wirklich komplexe und schon gar nicht kontroverse Figur angelegt. Sie spricht von einem Feelgood-Movie, der nahe lege, dass es doch irgendwo eine höhere Gerechtigkeit gibt. Der Retro-Look des Films mache, so Burg, jede Sekunde deutlich, dass die Geschichte in der Vergangenheit liege und nichts mehr mit der Gegenwart zu tun habe.
The Huffington Post stellt hingegen durchaus Bezüge zu aktuellen Geschehnissen her. Kurz vor den Olympischen Spielen in Rio de Janeiro erinnere der Film, auch wenn er geschichtlich nicht immer ganz korrekt sei, an den schwarzen Helden der USA und appelliere so ganz klar an die Menschlichkeit. Der Film sei wichtig und nicht nur für alle Sport-Fans sehenswert, weil er trotz der Geschehnisse in der Vergangenheit aktueller denn je zu sein scheine, da im Film Fragen der Rassentrennung, der Gleichbehandlung von Schwarzen oder von Ausländern aufgeworfen würden. The Huffington Post erinnert an die Frage, wie der Sport eigentlich zur Politik stehe und umgekehrt, und verweist auf die Diskussion mit dem Hashtag #blacklivesmatter, was übersetzt so viel heiße wie „Auch das Leben von Schwarzen zählt“.

### Einspielergebnis
Der Film spielte an seinem Eröffnungswochenende in den nordamerikanischen Kinos 7,4 Millionen US-Dollar ein. Weltweit liegen die Einnahmen derzeit bei 25,1 Millionen US-Dollar.

### Auszeichnungen
Canadian Screen Awards 2017
- Nominierung als Bester Film
- Nominierung als Bester Hauptdarsteller (Stephan James)
- Nominierung in der Kategorie Achievement in Art Direction / Production Design (David Brisbin, Isabelle Guay und Jean-Pierre Paquet)
- Nominierung für das Beste Kostümdesign (Mario Davignon)
- Nominierung für das Beste Make-up (Natalie Trépanier und Réjean Goderre)
- Nominierung für die Besten visuellen Effekte
- Nominierung für den Besten Sound
- Nominierung für den Besten Sound-Schnitt[44]

NAACP Image Awards 2017
- Nominierung als Bester Hauptdarsteller (Stephan James)[45]

## Trivia
- Der Originaltitel des Films ist offensichtlich doppeldeutig[46], denn Race bezeichnet im Englischen nicht nur ein Rennen, sondern auch die Rasse als biologische Kategorie.[47]
- Die deutsche Synchronfassung ist gegenüber dem Original um rund 15 Minuten gekürzt.[48]
- Der von Leni Riefenstahl geschaffene Film Olympia[49] verklärte zwar das nationalsozialistische Deutschland zum Erben der Antike, weist jedoch auch eine ästhetische Idealisierung der schwarzen Teilnehmer der Olympischen Spiele von 1936 auf, allen voran die von Owens[50], dem sie unvoreingenommen begegnet war.[15]

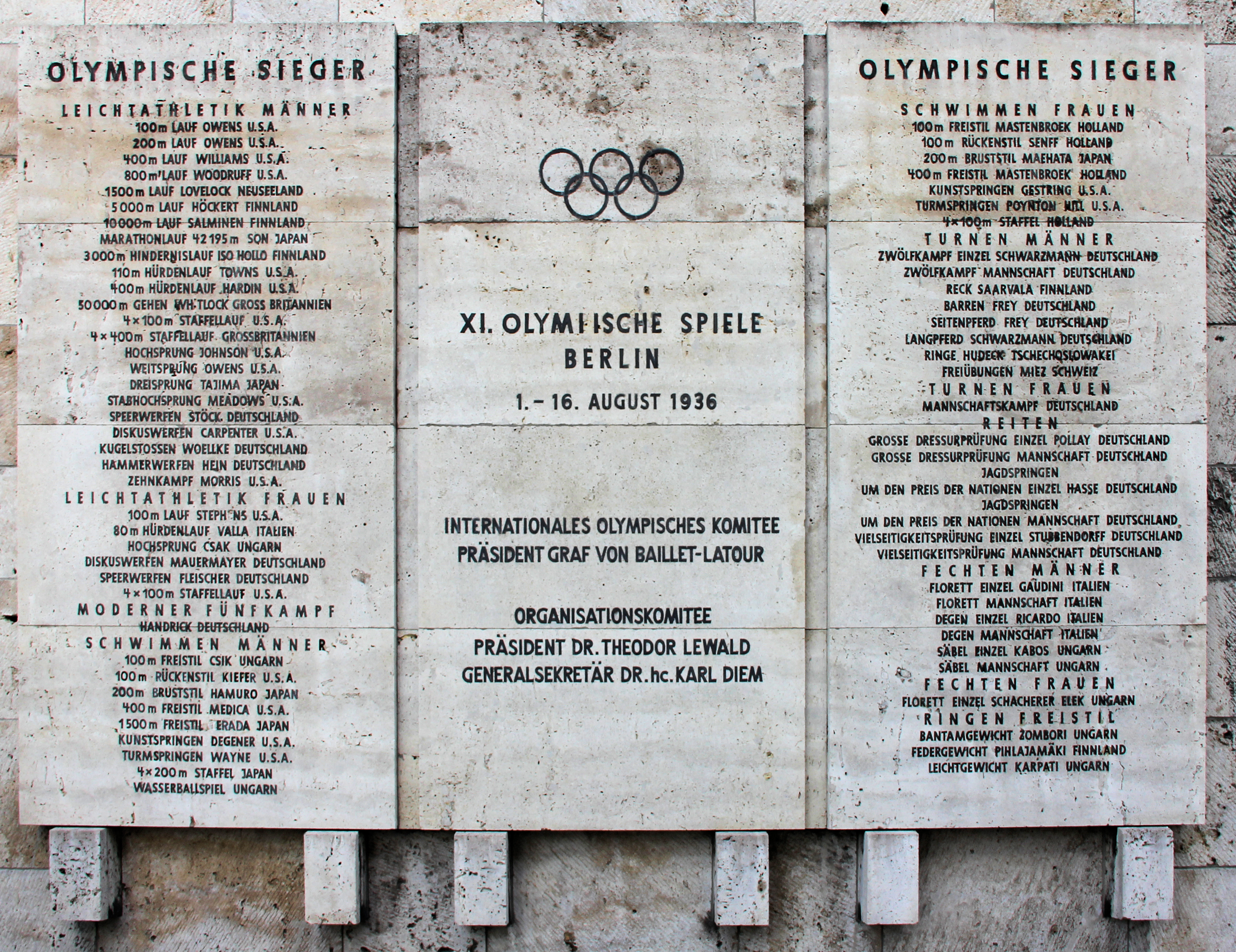
Gedenktafel am Olympiastadion Berlin, in Berlin-Westend

- Owens hatte bei den amerikanischen Vorausscheidungen zu den Olympischen Spielen in New York seine Laufschuhe liegen gelassen. Sein Trainer Larry Snyder durchstöberte daraufhin mehrere Tage lang Berliner Sportgeschäfte, bis er einen adäquaten Ersatz gefunden hatte. In den neuen Schuhen gewann Owens am zweiten Wettkampftag sein erstes Gold.[4]
- Owens war zwar der erfolgreichste, aber nur einer von insgesamt 18 Afroamerikanern, die an den Olympischen Spielen 1936 teilnahmen.[51] Vom Weißen Haus wurde er nie für seine sportlichen Leistungen geehrt.[52]
- Owens starb 1980 mit 66 Jahren an Lungenkrebs. Er war zeit seines Lebens Kettenraucher.[4]
- Im Berliner Olympiastadion gibt es heute eine Jesse-Owens-Lounge[15], davor eine Jesse-Owens-Allee.[4] Am Gebäude ist auch eine Gedenktafel angebracht, die Owens’ Leistungen bei den Olympischen Spielen 1936 aufzeigt.